# The Kitchen (toneelstuk)
The Kitchen is een toneelstuk uit 1957 van de Britse toneelschrijver Arnold Wesker. Het werd voor het eerst opgevoerd in 1959 in The Royal Court. Het toneelstuk werd twee keer verfilmd: The Kitchen (1961) en La cocina (2024). Wesker putte uit zijn ervaring als banketbakker toen hij het toneelstuk schreef.

## Verhaal
In de keuken van een groot restaurant zijn een dertigtal werknemers druk in de weer om de lunch voor die dag voor te bereiden. Een van die werknemers is Peter, een energieke Duitse chef-kok, die verliefd is op de getrouwde Engelse serveerster Monique.
In de tweede akte blijven de koks en keukenhulpen na het serveren van de lunch nog even napraten en vertellen ze over hun dromen en hun verlangen naar een beter leven. 
In de derde akte keert iedereen terug voor de rustigere avonddienst, waarin Peter uiteindelijk afgewezen door Monique en helemaal door het lint gaat. De eigenaar van het restaurant is verbijsterd door Peters gewelddadigheid. Hij vindt het immers voldoende om zijn personeel goed te betalen en verwacht van hen niet dat ze naast hun werk nog andere verlangens en dromen hebben.

## Premières
Het toneelstuk ging in première op de volgende locaties:
- The Royal Court (West End, Londen): 13 en 20 december 1959, in een verkorte versie zonder decor
- Belgrade Theatre (Coventry): 19 juni 1961, definitieve versie
- The Royal Court (West End, Londen): 27 juni 1961, definitieve versie met in de hoofdrollen Robert Stephens als Peter en Mary Peach als Monique
- New Theatre Workshop (Off-Broadway, New York): 9 mei 1966